# Trabant-Wartburg Klub
A Trabant-Wartburg Klubot 1994-ben alapította Muczán Gábor. Egyesületi formában működik. Célja az egykori NDK-ban készült autók, elsősorban a Trabantok és Wartburgok tulajdonosainak összefogása.

## Klubtalálkozók
A klub évente általában négy találkozót szervez tagjainak.
- Tavaszi találkozó  (általában egynapos, szezonnyitó összejövetel)
- Őszi találkozó (általában egynapos, szezonzáró összejövetel)
- Családi Veterános Hétvége (családosoknak ajánlott rendezvény a Balaton partján, amelyen más márkájú autók tulajdonosai is gyakran részt vesznek.)
- Nagy Nyári Találkozó (4 napos rendezvény Balaton-parti kempingben)

## Érdekképviseleti tevékenység
A találkozókon kívül a klub (együttműködve a Magyarországi Bogarasok Klubjával) létrehozta a kedvezményes Veterán és Youngtimer kötelező gépjármű felelősségbiztosítás intézményét Magyarországon, amely a huszonöt évnél idősebb veterán járművek és huszonöt évnél fiatalabb hobbiautók esetén vehető igénybe.
Az egyesület eredményesen lobbizott a kétütemű járművek károsanyag-kibocsátási normáinak betarthatatlan szigorítása ellen is.

## A Klub hivatalos oldala
A Klub hivatalos oldala 2005 óta nem csak az NDK autók és motorok rajongóinak, de minden, a veteránautózás iránt érdeklődő olvasónak is szól. Webmestere a kezdetektől 2012-ig Prokop Gábor volt, azóta a Simson Klubbal együttműködésben üzemel az oldal.